# Maya (Masahito Yamazaki)
Pour les articles homonymes, voir Maya.
Maya ou Maayatan, de son vrai nom Masahito Yamazaki (né le 30 juillet 1979) est le chanteur et leader du groupe japonais de visual kei électro rock, LM.C.. Avant de fonder le groupe LM.C, il était guitariste de session du chanteur Miyavi et guitariste pour son propre groupe, The Sinners. Alors que travaillant toujours avec Miyavi, Maya et d'autres musiciens ont donné un show en tant que LM.C. Un peu plus tard, ils furent rejoints par Aiji du groupe Pierrot.